# حسینیه حدادی
حسینیه حدادی مربوط به اواخر دوره قاجار است و در بندرلنگه، محله بحرینی، خیابان پاسداران، روبروی اداره کار واقع شده و این اثر در تاریخ ۱۱ دی ۱۳۸۰ با شمارهٔ ثبت ۴۶۰۱ به‌عنوان یکی از آثار ملی ایران به ثبت رسیده است.